# 自然頻率
自然頻率（natural frequency），又稱特徵頻率（eigenfrequency），是指一個系統在沒有外力或是阻尼的情形下，會傾向於振盪的頻率。

## 概述
當一個彈性體受激發產生自由振動，便被稱為自然振動，且往往傾向於一個或一組特定的自然頻率。自然振動與受外力帶領的強制振動(forced vibration)不同，後者會跟隨外力所給予的激振頻率(forced frequency)。若是激振頻率接近、甚至恰等於自然頻率時，振幅將會增長許多倍，這個現象稱為共振且因容易使結構疲勞斷裂而惡名昭彰。
在一個彈簧-質量系統中, 有質量 m 以及彈簧勁度 k,其自然頻率的公式為：
{\displaystyle \omega _{0}={\sqrt {\frac {k}{m}}}}
在電路中, s1 是基於變量x 的自然頻率，如果x的零輸入響應 (zero-input response) 包含 {\displaystyle K_{1}e^{-s_{1}t}}項，其中{\displaystyle K_{1}\neq 0}是一個由電路初始狀態(initial state)、網路拓樸(network topology)及各元件的值所決定的常數。 在電子網路中,如果 sk 是網路中一些電壓或電流的自然頻率，則也是整個網路的一個自然頻率。 自然頻率僅由 網路拓樸及元件的值所決定，與輸入無關。 網路的整組自然頻率，可以由計算所有阻抗與導納功能的極點所得到。 網路轉移函數的所有極點也是對應響應變量的自然頻率；然而，除此之外也可能有些自然頻率並非網路函數的極點，這些頻率在一些特殊的初始狀態時發生。
在LC及RLC電路中，電路自然頻率的公式為：
{\displaystyle \omega _{0}={\frac {1}{\sqrt {LC}}}}

## 腳註
1. ↑  .   [2020-07-16]. （原始内容存档于2020-07-16）.
2. ↑  College 2012，第569頁.
3. ↑  Bhatt，第122頁.
4. ↑  Desoer 1969，第583-584頁.
5. ↑  Desoer 1969，第600頁.
6. ↑  Desoer 1969，第633頁.
7. ↑  Desoer 1969，第635頁.
8. ↑  Desoer 1969，第643頁.
9. ↑  Basic Physics 2009，第366頁.